# Vincent Lasmarrigues
Pas d'image ? Cliquez ici

a Compétitions nationales et continentales officielles uniquement.

Dernière mise à jour le 21 juillet 2021.
Vincent Lasmarrigues, né le 10 juillet 1995, est un joueur français de rugby à XV évoluant au poste de centre.

## Carrière
Vincent Lasmarrigues débute le rugby avec le RC Vincennes.
En 2010, il rejoint le centre de formation du Racing 92. Lors de la saison 2015-2016, il joue son premier match de Top 14 sous les couleurs du Racing et son seul match professionnel avec le club.
En 2017, il rejoint Oyonnax rugby en Top 14, puis évolue en Pro D2 la saison 2018-2019.
En 2019, il s'engage, toujours en Pro D2, avec le club de Soyaux Angoulême XV Charente,.
A l'issue de la saison 2020-2021, il décide de mettre un terme à sa carrière de joueur professionnel.